# Асен Чакъров
Асен Вълчев Чакъров е български инженер, участник в Първата българска антарктическа експедиция, проведена в периода 1987 – 1988 година, основен участник в издигането на първите две къщи на български полярници като основа за едно по-сериозно присъствие и дейност в
Антарктика.

## Биография
Асен Чакъров е роден в София на 7 октомври 1954 година. Средното си образование завършва в 7 средно училище „Свети Седмочисленици“. Завършва Технически университет – София със специалност „Двигатели с вътрешно горене“. Работи като научен сътрудник в Технически Университет – София, след това в областта на застраховането. Съдебен експерт от 1987 година.
Заедно с Христо Пимпирев, Борислав Каменов, Златил Вергилов, Николай Михневски и Стефан Калоянов е участник в Първата българска антарктическа експедиция. Заедно с Вергилов, Михневски и Калоянов от 26 до 28 април 1988 издига постройка в базата „Св. Климент Охридски“ на остров Ливингстън, която впоследствие получава името „Куцото куче“ и е понастоящем най-стара запазена сграда на острова.
В негова чест през 2012 г. е кръстен частично свободен от лед връх (65°08′50″ ю. ш. 61°54′54″ з. д.), разположен на 650 м н.в. в Поибренските възвишения на Антарктическия полуостров, Антарктика.